# Pałac Republiki w Mińsku
Pałac Republiki (biał. Палац Рэспублікі) – reprezentacyjny pałac wybudowany w latach 1985–2001 w Mińsku na Białorusi przy Placu Październikowym.
Jest największym na Białorusi centrum kulturalnym i biznesowym. Budynek ma rozmiary 100×100 m, a jego całkowita wysokość to 45 m.

## Historia
Pomysł budowy takiego pałacu powstał na początku lat 80. XX w. Budynek zaprojektował Michał Pirogow. W 1985 roku rozpoczęto budowę, jednak rozpad ZSRR i pogorszenie sytuacji gospodarczej, doprowadziły do czasowego zamrożenia budowy w 1990 roku. Otwarcie Pałacu Republiki odbyło się 31 grudnia 2001 roku.
W jego skład wchodzą:
- sala widowiskowa na 2700 miejsc
- mała amfiteatralna sala na 500 miejsc
- sale konferencyjne na 200 i 100 miejsc
- biuro prasowe
- rządowy kompleks z salą konferencyjną na 30 miejsc